# Coquillettomyia mirifica
Coquillettomyia mirifica är en tvåvingeart som först beskrevs av Marikovskij 1953.  Coquillettomyia mirifica ingår i släktet Coquillettomyia och familjen gallmyggor. Inga underarter finns listade i Catalogue of Life.